# (1620) Geographos
(1620) Geographos, med den oprindelige midlertidige betegnelse 1951 RA, er en stenet og meget aflang nærjords-asteroide af Apollo-typen, og også et såkaldt potentielt farligt objekt (PHO). Geographos har en gennemsnitsdiameter på 2,5 km. Den blev opdaget den 14. september 1951 af astronomerne Albert George Wilson og Rudolph Minkowski ved Palomarobservatoriet i Californien, og er opkaldt til ære for The National Geographic Society.
Geographos kredser om Solen i en meget aflang bane (0,8 - 1,7 AE, ecc: 0,34), hvilket bringer den rundt om Solen hvert 506. døgn (1 år og 5 mdr.) Udover at passere tæt forbi Jorden kommer Geographos også fra tid til anden tæt på Mars. Asteroiden har en absolut størrelsesklasse på 15,6 og roterer om sig selv på 5 timer og 13 min.